# Glörious
Glörious (рус. «Прославленный») — четырнадцатый студийный альбом немецкой хэви-метал группы Bonfire. Выпущен 24 апреля 2015 года на лейбле Borila ReKords.

## Список композиций
| №                   | Название                     | Автор(ы)                              | Длительность |
| ------------------- | ---------------------------- | ------------------------------------- | ------------ |
| 1.                  | «21 Guns Salute (Goes Boom)» | Ханс Циллер, Дэвид Рис                | 5:35         |
| 2.                  | «Nothin`At All»              | Циллер, Рис                           | 3:57         |
| 3.                  | «Can't Break Away»           | Циллер, Рис                           | 5:36         |
| 4.                  | «Remember»                   | Циллер, Рис                           | 4:52         |
| 5.                  | «Fallin` Outta Love»         | Циллер, Рис, Уайлд                    | 4:20         |
| 6.                  | «Glorious»                   | Циллер, Рис, Пол Моррис, Энгльсдаттер | 5:03         |
| 7.                  | «Supernatural Disguise»      | Циллер, Рис                           | 3:15         |
| 8.                  | «Shooting Star»              | Циллер, Рис                           | 6:38         |
| 9.                  | «Lies»                       | Циллер, Рис, Ронни Паркс              | 4:29         |
| 10.                 | «Put Out The Flames»         | Циллер, Рис                           | 3:50         |
| 11.                 | «Freewind Desperado»         | Циллер, Рис                           | 4:46         |
| Общая длительность: | Общая длительность:          | Общая длительность:                   | 34:25        |

| №   | Название                       | Автор(ы)                                                    | Длительность |
| --- | ------------------------------ | ----------------------------------------------------------- | ------------ |
| 12. | «Sweet Obsession (бонус-трек)» | Циллер, Понти, Линн-Тернер, Лессманн, Майер-Торн, Дейзингер | 4:25         |
| 13. | «American Nights (бонус-трек)» | Циллер, Риблер, Лессманн, Майер-Торн                        | 4:25         |

## Участники записи
- Дэвид Рис — вокал;
- Ханс Циллер — электрогитара, бэк-вокал;
- Френк Пэйн — электрогитара, бэк-вокал;
- Ронни Паркс — бас-гитара, бэк-вокал;
- Гарри Рейшманн — ударные.

Приглашенные музыканты:
- Пол Моррис — клавишные;
- Аллесандро дель Веччо — клавишные.
- Продюсер — Ханс Циллер.